# キャンバーウェル・カレッジ・オブ・アーツ
キャンバーウェル・カレッジ・オブ・アーツ（英語:Camberwell College of Arts）は、ロンドン芸術大学 (University of the Arts London) の中のカレッジの一つ。
日本の資料では「カンヴァウエル校」などと表記されている事もある。
芸術やデザインの基礎を理論と実践の両面から身に付ける幅広い専門的なコースがある。銀細工、彫刻、陶器、グラフィック、美術史、美術修復等の学部、大学院コースおよびファンデーションコースがある。

## 出身者
- ジリアン・エアズ - 画家、1989年ターナー賞ノミネート
- ジリアン・カーネギー - 画家、2005年ターナー賞ノミネート
- レディ・サラ・チャトー - 画家、アーティスト
- ユアン・アグロウ - 画家
- テリー・フロスト - 画家
- ハワード・ホジキン - 画家、版画家、1985年ターナー賞受賞
- デイヴィッド・ジョーンズ - 画家、詩人
- トム・フィリップス - 画家
- R・B・キタイ - 画家
- リチャード・ロング - 画家、彫刻家、写真家、1989年ターナー賞受賞
- キャシー・ド・モンショウ - 彫刻家、1998年ターナー賞ノミネート
- マギ・ハンブリング - 彫刻家
- ラファエル・マクルーフ - 彫刻家
- シド・バレット - ピンク・フロイドの設立メンバー
- ハンフリー・リトルトン - ジャズ・ミュージシャン
- ローズ・ピペット - ミュージシャン、バンドザ・ピペッツのメンバー
- デズリー - ポップ／ソウル歌手、シンガーソングライター
- マイク・リー - 映画監督
- ティム・ロス - 俳優・映画監督
- ロジャー・リース - 俳優
- ジョナサン・アリス - 俳優
- ローズ・ピペット - 俳優・キーボード奏者
- クリストファー・ネメス - ファッションデザイナー
- マーク・マクゴーワン - パフォーマンス・アーティスト
- ローレンス・ルウェリン＝ボウエン - インテリア・デザイナー、テレビ司会者
- アレクサンダー・ウィリアムズ - アニメーター
- ペータル・カラジョルジェヴィチ - グラフィック・アーティスト、コンピュータ・デザイナー（ユーゴスラビア王子：カラジョルジェヴィチ家家長位および名目上のユーゴスラビア王位の推定相続人）

### 日本人の出身者
- 矢口克信 - パフォーマンス・アーティスト
- 衿沢世衣子 - 漫画家
- 岡本沙都美 - 益子焼の陶製アクセサリー作家[1][2]